# Stiftung Giersch
Die Stiftung Giersch ist eine gemeinnützige Stiftung mit Sitz in Frankfurt am Main. Sie wurde am 14. November 1994 durch den Frankfurter Unternehmer Carlo Giersch und seine Frau Karin Giersch gegründet.
Die Stiftung engagiert sich auf den Gebieten Wissenschaft und Forschung, Kunst und Kultur und fördert medizinisch-karitative Projekte, insbesondere in der Kindermedizin.
Die Stiftung ist Träger des Museums Giersch (Museum für regionale Kunst) am Museumsufer in Sachsenhausen und der Ausstellungshalle Portikus auf der Alten Brücke, die von der Städelschule genutzt wird.
Sie finanzierte Gebäude für folgende Einrichtungen:
- Das Haus Giersch am Clementine Kinderhospital in Frankfurt.
- Die Villa Giersch als Gästehaus der Johann-Wolfgang-Goethe-Universität Frankfurt am Main.
- Das Institutsgebäude des Frankfurt Institute for Advanced Studies (FIAS) am Campus Riedberg der Johann-Wolfgang-Goethe-Universität Frankfurt am Main.

Zu den weiteren Aktivitäten gehört die Einrichtung des „Carlo und Karin Giersch Lehrstuhl für moderne Kunst“ an der Universität Tel Aviv.

## Carlo und Karin Giersch-Stiftung an der TU Darmstadt
Von denselben Stiftern wurde die „Carlo und Karin Giersch-Stiftung an der TU Darmstadt“ eingerichtet, die die Arbeit der Technischen Universität Darmstadt unterstützt. Diese finanzierte unter anderem die folgenden Projekte:
- „Chalet Giersch“ (Begegnungshaus der TU Darmstadt in der Nähe von Genf)[1]
- Technologie- und Informationszentrum TIZ in Darmstadt[1]